# Maqomedxan Maqomedov
Maqomedxan Maqomedov (también escrito como Magomedkhan Magomedov; 27 de enero de 1998) es un deportista azerbaiyano que compite en lucha libre.
Participó en los Juegos Olímpicos de París 2024, obteniendo una medalla de bronce en la categoría de 97 kg.
Ganó dos medallas en el Campeonato Mundial de Lucha, en los años 2022 y 2023, y tres medallas en el Campeonato Europeo de Lucha entre los años 2022 y 2024.

## Palmarés internacional
| Juegos Olímpicos   | Juegos Olímpicos   | Juegos Olímpicos  | Juegos Olímpicos |
| Año                | Lugar              | Medalla           | Categoría        |
| ------------------ | ------------------ | ----------------- | ---------------- |
| 2024               | París (Francia)    | Medalla de bronce | 97 kg            |
| Campeonato Mundial |                    |                   |                  |
| Año                | Lugar              | Medalla           | Categoría        |
| 2022               | Belgrado (Serbia)  | Medalla de bronce | 97 kg            |
| 2023               | Belgrado (Serbia)  | Medalla de plata  | 97 kg            |
| Campeonato Europeo |                    |                   |                  |
| Año                | Lugar              | Medalla           | Categoría        |
| 2022               | Budapest (Hungría) | Medalla de oro    | 97 kg            |
| 2023               | Zagreb (Croacia)   | Medalla de plata  | 97 kg            |
| 2024               | Bucarest (Rumania) | Medalla de plata  | 97 kg            |